# Blago nama
Blago nama je hrvatska humoristična televizijska serija autora Gorana Rukavine, koja se prikazivala na RTL Televiziji od 9. studenoga 2020.
Prva sezone prikazivala se od 9. studenoga 2020. godine u 20:30h na RTL Televiziji, od ponedjeljka do četvrtka. Druga sezona premijerno se prikazazivala od 29. studenoga 2021. godine na RTL Televiziji, od ponedjeljka do petka u 20:10h.
Serija je završila 18. ožujka 2022. godine sa dvije sezone i sveukupno 129 epizoda.

## Radnja
Serija prati obitelj Pavić: Anu Pavić, njezinog supruga Borisa Pavića i njihovog novorođenog sina Ivana. Par planira put u Bruxelles gdje žele započeti novi život »prema europskim standardima«. Njihov plan brzo pada u vodu kada im se u kuću usele Anina sestra Tamara sa svojom obitelji (suprugom Jadrankom i sinom Lukasom) i njihov zajednički otac Drago. Dvije obitelji potpuno suprotnih pogleda na svijet, morat će prebroditi međusobne razlike i naučiti živjeti u zajedničkoj harmoniji. Stvar se još više zakomplicira kada se u susjedstvo doseljava ekscentrični susjed Martin Prosinečki sa svojom djevojkom Ivankom nakon čega Drago i Martin postaju najbolji prijatelji.

## Pregled serije
Prva sezone prikazivala se od 9. studenoga 2020. godine u 20:30, od ponedjeljka do četvrtka.
Druga sezona premijerno se prikazazivala od 29. studenoga 2021. godine u 20:15, od ponedjeljka do petka.
| Sezona | Sezona | Epizoda | Premijera sezone    | Kraj sezone      |
| ------ | ------ | ------- | ------------------- | ---------------- |
|        | 1      | 64      | 9. studenoga 2020.  | 26. ožujka 2021. |
|        | 2      | 65      | 29. studenoga 2021. | 18. ožujka 2022. |

## Glumačka postava

### Glavna glumačka postava
| Glumac/ica       | Lik                 |
| ---------------- | ------------------- |
| Tara Rosandić    | Ana Špehar Pavić    |
| Filip Križan     | Boris Pavić         |
| Enis Bešlagić    | Jadranko Juhić      |
| Hristina Popović | Tamara Špehar Juhić |
| Žarko Radić      | Drago Špehar        |
| Nino Lehki       | Lukas Juhić         |
| Petar Jurić      | Ivano Pavić         |

### Sporedna glumačka postava
| Glumac/ica      | Lik               |
| --------------- | ----------------- |
| Miran Kurspahić | Martin Prosinečki |
| Mia Begović     | Lili Prosinečki   |
| Joško Ševo      | Ivan Pavić        |
| Mirela Brekalo  | Anđa Pavić        |
| Damir Kopriva   | Psihijatar        |
| Lela Margitić   | Daša              |
| Klara Mucci     | Ivanka Glavina    |
| Mada Peršić     | Irena             |
| Ivana Kralj     | Josipa Kitić      |
| Mirna Mihelčić  | Kike              |
| Zlatan Zuhrić   | Branko Glavina    |

## Snimanje
Serija se počela snimati u veljači 2020. godine. Početak prikazivanja prve sezone bio je planiran za proljeće, no zbog pandemije koronavirusa snimanje je zaustavljeno a prikazivanje odgođeno za jesen 2020. godine, snimanje se nastavilo krajem srpnja 2020.
Snimanje druge sezone počelo je u srpnju 2021. godine.

## Emitiranje
| Zemlja              | TV kanal          | Premijera serije   | Finale prve sezone | Premijera druge sezone | Kraj emitiranja    |
| ------------------- | ----------------- | ------------------ | ------------------ | ---------------------- | ------------------ |
| Hrvatska            | RTL Televizija    | 9. studenoga 2020. | 26. ožujka 2021.   | 29. studenoga 2021.    | 18. ožujka 2022.   |
| Hrvatska            | RTL Croatia World | 20. lipnja 2023.   |                    |                        |                    |
| Bosna i Hercegovina | FTV               | 6. veljače 2021.   | 28. svibnja 2021.  | 1. prosinca 2021.      | 7. travnja 2022.   |
| Bosna i Hercegovina | BN1               | 21. lipnja 2021.   | –                  | –                      | 9. veljače 2023.   |
| Bosna i Hercegovina | BN2               | 21. lipnja 2021.   | –                  | –                      | 31. siječnja 2023. |
| Crna Gora           | TVCG 1            | 26. siječnja 2022. | 26. travnja 2022.  | 27. travnja 2022.      | 26. srpnja 2022.   |
| Crna Gora           | TVCG 2            | 16. rujna 2022.    | 30. siječnja 2023. | 2023.                  | 2023.              |

## Vanjske poveznice
- Blago nama u internetskoj bazi filmova IMDb-a